# نظام الدوري الألماني لكرة القدم
يشير نظام الدوري الألماني لكرة القدم ، أو هرم الدوري، إلى نظام الدوري المترابط هرمًdا لكرة القدم في ألمانيا والذي يتكون في موسم 2016-17 من 2235 قسما يضم 31،645 فريقًا، حيث تلتزم جميع الأقسام معًا بمبدأ الصعود والهبوط. تحتوي ثلاثة مستويات احترافية عليا على قسم واحد لكل منها. أسفل هذا، يوجد لدى المستويات شبه الاحترافية وهواة أقسام متوازنة بشكل تدريجي، يغطي كل منها مناطق جغرافية أصغر حجمًا. يمكن للفرق التي تنتهي في الجزء العلوي من تقسيمها في نهاية كل موسم أن ترتفع أعلى في الهرم، في حين أن الفرق التي تنتهي في أسفل تجد نفسها تهبط أكثر. من الناحية النظرية، يمكن لأعلى نادٍ للهواة المحلي أن يصل إلى قمة النظام ويصبح بطل كرة القدم الألماني في يوم من الأيام. يتنوع عدد الفرق التي يتم ترقيتها والهبوط فيها بين الأقسام، ويتوقف الترقية إلى المستويات العليا للهرم عادة على تلبية معايير إضافية، خاصة فيما يتعلق بالمرافق والتسهيلات المالية المناسبة.

## بناء

### ألمانيا
يقام بنظام الدوري الألماني لكرة القدم تحت اختصاص وطنية اتحاد كرة القدم الألماني وهيئة مهنية في الدوري الألماني لكرة القدم، إلى جانب خمسة في الاتحادات الإقليمية ومن 21 جمعيات للولايات.
على رأس النظام هناك المستوى 1 الدوري الألماني الدرجة الأولى والمستوى الثاني 2. بوندسليغا 2، كلاهما منظم من قبل دوري كرة القدم الألماني المحترف. بعد ذلك، يتبع المستوى الثالث الدوري الألماني الدرجة الثالثة، القسم الأقل احترافًا في ألمانيا، والذي يحتفظ به اتحاد كرة القدم الألماني نفسه.
ينقسم المستوى الرابع ريجيوناليجا إلى 5 أقسام إقليمية، يتم تنظيمها بشكل نموذجي من قبل واحد أو اثنين من الاتحادات الإقليمية الخمسة لاتحاد كرة القدم الألماني، وهي اتحاد شمال ألمانيا لكرة القدم ، اتحاد شمال شرق ألمانيا لكرة القدم ، اتحاد غرب ألمانيا لكرة القدم والاتحاد الجنوبي الغربي الإقليمي لكرة القدم واتحاد جنوب ألمانيا لكرة القدم. بالنسبة إلى بافاريا، يدير اتحاد كرة القدم البافاري، وهو اتحاد دولة عضو في اتحاد جنوب ألمانيا لكرة القدم، القسم الأعلى الخاص به تحت ولايته القضائية.
| مستوى | قطاع | قطاع | قطاع | قطاع | قطاع | قطاع | قطاع |
| ----- | --- | --- | --- | --- | --- | --- | --- |
|       | الدوريات المهنية | | | | | | |
| 1     | الدوري الألماني </br> 18 فريقًا </br> ↓ نقطتي هبوط + نقطة تصفيات هبوط | الدوري الألماني </br> 18 فريقًا </br> ↓ نقطتي هبوط + نقطة تصفيات هبوط | الدوري الألماني </br> 18 فريقًا </br> ↓ نقطتي هبوط + نقطة تصفيات هبوط | الدوري الألماني </br> 18 فريقًا </br> ↓ نقطتي هبوط + نقطة تصفيات هبوط | الدوري الألماني </br> 18 فريقًا </br> ↓ نقطتي هبوط + نقطة تصفيات هبوط                                                | الدوري الألماني </br> 18 فريقًا </br> ↓ نقطتي هبوط + نقطة تصفيات هبوط                                                | الدوري الألماني </br> 18 فريقًا </br> ↓ نقطتي هبوط + نقطة تصفيات هبوط                                                |
| 2     | 2. الدوري الألماني </br> 18 فريقًا </br> ↑ نقطتان للترويج + مكان للعب التصفيات </br> ↓ نقطتي هبوط + نقطة تصفيات هبوط | 2. الدوري الألماني </br> 18 فريقًا </br> ↑ نقطتان للترويج + مكان للعب التصفيات </br> ↓ نقطتي هبوط + نقطة تصفيات هبوط | 2. الدوري الألماني </br> 18 فريقًا </br> ↑ نقطتان للترويج + مكان للعب التصفيات </br> ↓ نقطتي هبوط + نقطة تصفيات هبوط | 2. الدوري الألماني </br> 18 فريقًا </br> ↑ نقطتان للترويج + مكان للعب التصفيات </br> ↓ نقطتي هبوط + نقطة تصفيات هبوط | 2. الدوري الألماني </br> 18 فريقًا </br> ↑ نقطتان للترويج + مكان للعب التصفيات </br> ↓ نقطتي هبوط + نقطة تصفيات هبوط | 2. الدوري الألماني </br> 18 فريقًا </br> ↑ نقطتان للترويج + مكان للعب التصفيات </br> ↓ نقطتي هبوط + نقطة تصفيات هبوط | 2. الدوري الألماني </br> 18 فريقًا </br> ↑ نقطتان للترويج + مكان للعب التصفيات </br> ↓ نقطتي هبوط + نقطة تصفيات هبوط |
| 3     | 3. الدوري الاسباني </br> 20 فريقا </br> ↑ نقطتان للترويج + مكان للعب التصفيات </br> ↓ 3 مواقع هبوط | 3. الدوري الاسباني </br> 20 فريقا </br> ↑ نقطتان للترويج + مكان للعب التصفيات </br> ↓ 3 مواقع هبوط | 3. الدوري الاسباني </br> 20 فريقا </br> ↑ نقطتان للترويج + مكان للعب التصفيات </br> ↓ 3 مواقع هبوط | 3. الدوري الاسباني </br> 20 فريقا </br> ↑ نقطتان للترويج + مكان للعب التصفيات </br> ↓ 3 مواقع هبوط | 3. الدوري الاسباني </br> 20 فريقا </br> ↑ نقطتان للترويج + مكان للعب التصفيات </br> ↓ 3 مواقع هبوط                  | 3. الدوري الاسباني </br> 20 فريقا </br> ↑ نقطتان للترويج + مكان للعب التصفيات </br> ↓ 3 مواقع هبوط                  | 3. الدوري الاسباني </br> 20 فريقا </br> ↑ نقطتان للترويج + مكان للعب التصفيات </br> ↓ 3 مواقع هبوط                  |
|       | الدوريات غير المهنية | | | | | | |
| 4     | Regionalliga Nord </br> 18 فريقًا </br> ↑ بقعة التصفيات الترويجية 1 </br> ↓ 2 إلى 4 نقاط هبوط | Regionalliga Nordost </br> 18 فريقًا </br> ↑ بقعة التصفيات الترويجية 1 </br> ↓ من 1 إلى 5 نقاط هبوط | Regionalliga West </br> 18 فريقًا </br> ↑ بقعة التصفيات الترويجية 1 </br> ↓ من 1 إلى 4 نقاط هبوط | Regionalliga Südwest </br> 19 فريقًا </br> ↑ بقع من التصفيات الترويجية </br> to 3 إلى 6 نقاط هبوط | بافاريا <br id="mwpg"><br> </br> نظام دوري الولاية </br> ↑ بقعة التصفيات الترويجية 1                                | | |
| 5     | هامبورغ <br id="mwrw"><br> </br> نظام دوري الولاية </br> ↑ بقعة التصفيات الترويجية 1 بريمن <br id="mwtA"><br> </br> نظام دوري الولاية </br> ↑ بقعة التصفيات الترويجية 1 شليسفيغ هولشتاين <br id="mwuQ"><br> </br> نظام دوري الولاية </br> ↑ بقعة التصفيات الترويجية 1 ساكسونيا السفلى <br id="mwvg"><br> </br> نظام دوري الولاية </br> promotion بقعة ترويج واحدة </br> + 1 مباراة فاصلة للترويج | 2 أقسام </br> NOFV-Oberliga </br> 33 فريقًا </br> ↑ نقطتين للترويج </br> ↓ 5 إلى 11 بقعة هبوط | الراين السفلى <br id="mw0A"><br> </br> نظام دوري الولاية </br> promotion بقعة ترويج واحدة الراين الأوسط <br id="mw1Q"><br> </br> نظام دوري الولاية </br> promotion بقعة ترويج واحدة وستفاليا <br id="mw2g"><br> </br> نظام دوري الولاية </br> ↑ نقطتين للترويج | Oberliga Rheinland-Pfalz / Saar </br> 19 فريقًا </br> ↑ نقاط ترويج إلى نقطتين </br> to 3 إلى 6 نقاط هبوط Oberliga Baden-Württemberg </br> 18 فريقًا </br> promotion بقعة ترويج واحدة </br> to 3 إلى 6 نقاط هبوط هيس <br id="mw8g"><br> </br> نظام دوري الولاية </br> promotion بقعة ترويج واحدة | | | |
| 6     | | مكلنبورغ فوربومرن <br id="mw_Q"><br> </br> نظام دوري الولاية </br> promotion بقعة ترويج واحدة براندنبورغ <br id="mwAQI"><br> </br> نظام دوري الولاية </br> promotion بقعة ترويج واحدة برلين <br id="mwAQc"><br> </br> نظام دوري الولاية </br> promotion بقعة ترويج واحدة ساكسونيا أنهالت <br id="mwAQw"><br> </br> نظام دوري الولاية </br> promotion بقعة ترويج واحدة تورينجيا <br id="mwARE"><br> </br> نظام دوري الولاية </br> promotion بقعة ترويج واحدة ساكسونيا <br id="mwARY"><br> </br> نظام دوري الولاية </br> ↑ نقاط ترويج إلى نقطتين | | راينلاند <br id="mwAR0"><br> </br> نظام دوري الولاية </br> promotion بقعة ترويج واحدة إلى </br> Oberliga Rheinland-Pfalz / Saar سارلاند <br id="mwASM"><br> </br> نظام دوري الولاية </br> promotion بقعة ترويج واحدة إلى </br> Oberliga Rheinland-Pfalz / Saar جنوب غرب <br id="mwASk"><br> </br> نظام دوري الولاية </br> promotion بقعة ترويج واحدة إلى </br> Oberliga Rheinland-Pfalz / Saar بادن <br id="mwAS8"><br> </br> نظام دوري الولاية </br> promotion بقعة ترويج واحدة </br> + 1 مباراة فاصلة للترويج لـ </br> Oberliga Baden-Württemberg جنوب بادن <br id="mwATY"><br> </br> نظام دوري الولاية </br> promotion بقعة ترويج واحدة </br> + 1 مباراة فاصلة للترويج لـ </br> Oberliga Baden-Württemberg Württemberg <br id="mwAT0"><br> </br> نظام دوري الولاية </br> promotion بقعة ترويج واحدة </br> + 1 مباراة فاصلة للترويج لـ </br> Oberliga Baden-Württemberg | | | |

## أنظمة رابطة اتحاد الدولة

### شمال ألمانيا

#### بريمن
| مستوى | قطاع                                                         |
| ----- | ------------------------------------------------------------ |
|       | ↑ مكان واحد في التصفيات الترويجية ل Regionalliga Nord        |
| 5     | بريمن - الدوري الإسباني - 16 فريقًا                           |
| 6     | Landesliga - 16 فريقًا                                        |
|       | ↓ الهبوط لأنظمة الدوري الإنجليزي لمقاطعة بريمن               |
| 7     | بتسيركليغا - 16 فريقًا                                        |
|       | ↓ الهبوط إلى مدينة بريمن أو بريمرهافن أنظمة الدوري الإنجليزي |
| 8     | 2 فرق Kreisliga A - 26 فريقا                                 |
| 9     | Kreisliga B - 16 فريقًا                                       |
| 10    | Kreisliga C - 16 فريقا                                       |
| 11    | 2 أقسام 1. Kreisklasse - 22 فريقًا                            |
| 12    | 2. Kreisklasse - 10 فريقا                                    |
| 13    | 3. Kreisklasse - 10 فريقا                                    |

### شمال شرق ألمانيا

#### برلين

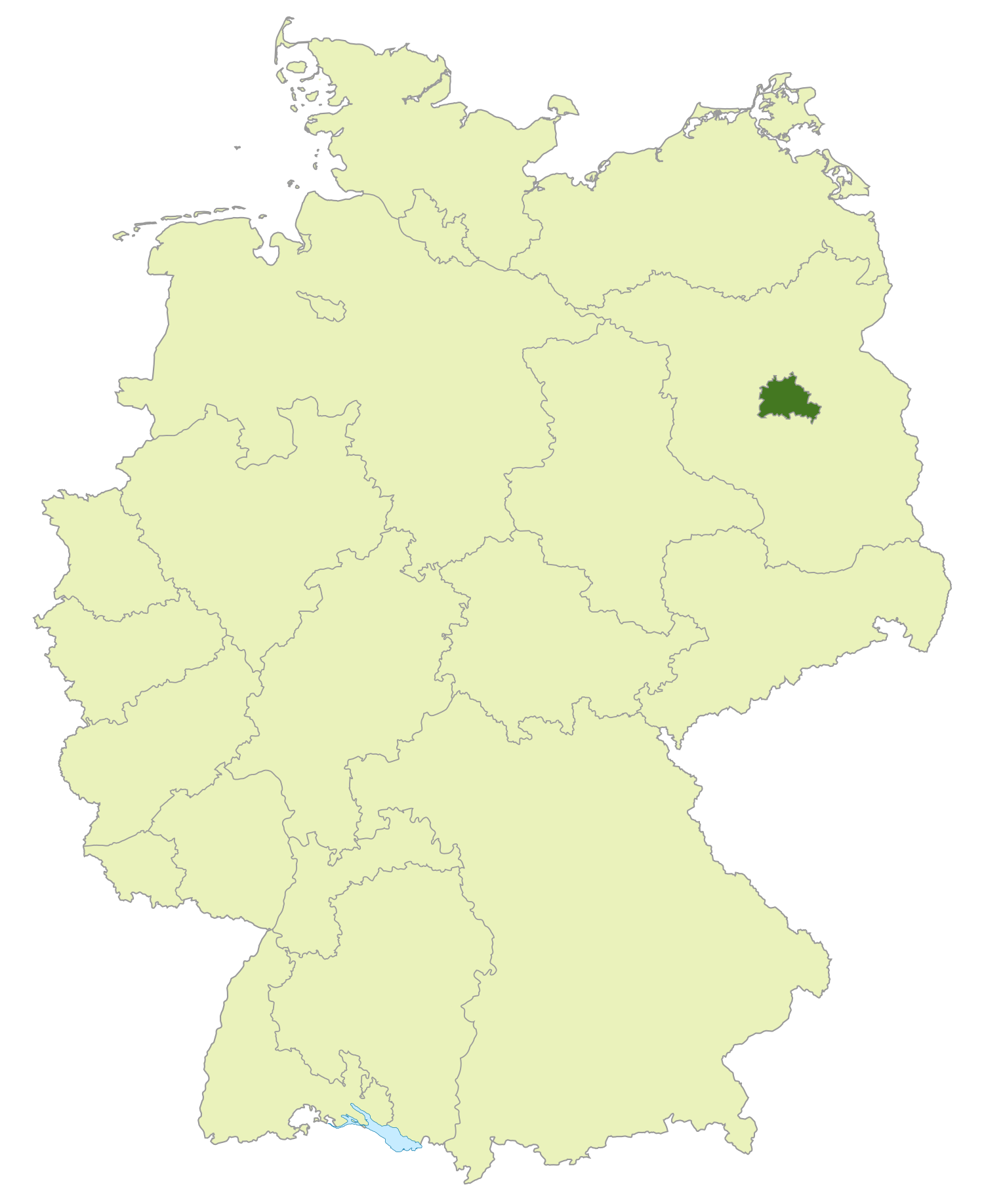
اتحاد برلين لكرة القدم

نظام دوري اتحاد كرة القدم في برلين هو نظام دوري اتحاد الدولة في ولاية برلين ويبدأ في المستوى السادس من نظام الدوري الألماني مع برلين - ليغا في المقدمة. أبطال الموسم الحالي (2016-2017) هم إس سي ستاكين ‏. يتم ترقية الأبطال مباشرة إلى Oberliga Nordost.